# Peperomia donaguiana
Peperomia donaguiana är en pepparväxtart som beskrevs av C. Dc.. Peperomia donaguiana ingår i släktet peperomior, och familjen pepparväxter. Inga underarter finns listade i Catalogue of Life.